# (8219) 1996 JL
1996 جاي أل (ويعرف أيضًا باسم (8219) 1996 جاي أل وفق تسمية الكوكب الصغير) (بالإنجليزية: 1996 JL)‏ هو كويكب ضمن حزام الكويكبات؛ وترتيبه 8219 من حيث الاكتشاف.
اكتُشف هذا الجُرم الفلكي بواسطة روبرت إتش ماكنوت في 10 مايو 1996.

## وصلات خارجية
- (8219) 1996 JL في قاعدة بيانات مختبر الدفع النفاث لأجرام النظام الشمسي الصغيرة

- الاكتشاف · مخطط المدار ·  العناصر المدارية · المعلمات المادية

- (8219) 1996 JL على موقع ويكي سكاي: DSS2, SDSS, GALEX, IRAS, Hydrogen α, X-Ray, Astrophoto, Sky Map, Articles and images